# Pottan, Småland
Pottan är en sjö i Emmaboda kommun i Småland och ingår i Nättrabyåns huvudavrinningsområde.